# Copa Intertoto 1988
La Copa Intertoto 1988 fue la 28ª edición de este torneo de fútbol a nivel de clubes de Europa. Participaron 44 equipos de países miembros de la UEFA, 12 más que en la edición anterior.
En vista de que el ganador de cada grupo ganó la copa, no se declaró un campeón específico, pero el Ikast FS de Dinamarca es considerado como el campeón del torneo por ser el club que mostró el mejor rendimiento durante el torneo.

## Fase de grupos
Los 44 equipos fueron divididos en 11 grupos de 4 equipos cada uno, y el vencedor de cada grupo se adjudicó la copa y el premio monetario del torneo.

### Grupo 1
| Club               | G | E | P | GF | GC | Pts. |
| ------------------ | - | - | - | -- | -- | ---- |
| Malmö              | 4 | 1 | 1 | 11 | 4  | 9    |
| FC Karl-Marx-Stadt | 4 | 0 | 2 | 8  | 7  | 8    |
| Hannover 96        | 2 | 0 | 4 | 10 | 9  | 4    |
| FC Den Haag        | 1 | 1 | 4 | 7  | 16 | 3    |

|     | MAL | KMS | H96 | ADO |
| --- | --- | --- | --- | --- |
| MAL |     | 5-0 | 2-1 | 2-0 |
| KMS | 0-1 |     | 1-0 | 4-0 |
| H96 | 2-0 | 0-1 |     | 4-1 |
| ADO | 1-1 | 1-2 | 4-3 |     |

### Grupo 2
| Club          | G | E | P | GF | GC | Pts. |
| ------------- | - | - | - | -- | -- | ---- |
| IFK Göteborg  | 3 | 2 | 1 | 10 | 7  | 8    |
| Sigma Olomouc | 3 | 1 | 2 | 10 | 10 | 7    |
| Slavia Sofia  | 2 | 1 | 3 | 8  | 9  | 5    |
| FC Aarau      | 1 | 2 | 3 | 7  | 9  | 4    |

|     | GOT | SIG | SLA | AAR |
| --- | --- | --- | --- | --- |
| GOT |     | 0-0 | 2-1 | 1-2 |
| SIG | 3-4 |     | 2-1 | 1-0 |
| SLA | 0-2 | 3-1 |     | 2-1 |
| AAR | 1-1 | 2-3 | 1-1 |     |

### Grupo 3
| Club          | G | E | P | GF | GC | Pts. |
| ------------- | - | - | - | -- | -- | ---- |
| Banik Ostrava | 4 | 0 | 2 | 12 | 11 | 8    |
| Örgryte       | 2 | 2 | 2 | 13 | 9  | 6    |
| Brøndby       | 2 | 2 | 2 | 10 | 10 | 6    |
| Chemie Halle  | 1 | 3 | 2 | 5  | 10 | 5    |

|     | BAN | ÖIS | BRO | HAL |
| --- | --- | --- | --- | --- |
| BAN |     | 3-2 | 2-1 | 3-0 |
| ÖIS | 5-1 |     | 2-2 | 1-0 |
| BRO | 3-2 | 1-1 |     | 1-3 |
| HAL | 0-1 | 2-2 | 0-2 |     |

### Grupo 4
| Club         | G | E | P | GF | GC | Pts. |
| ------------ | - | - | - | -- | -- | ---- |
| Austria Wien | 3 | 1 | 2 | 11 | 14 | 7    |
| RH Cheb      | 2 | 2 | 2 | 11 | 7  | 6    |
| Vejle        | 1 | 4 | 1 | 6  | 6  | 6    |
| Tatabánya    | 1 | 3 | 2 | 7  | 8  | 5    |

|     | FIR | RHC | VEJ | TAT |
| --- | --- | --- | --- | --- |
| FIR |     | 3-2 | 4-2 | 2-1 |
| RHC | 5-0 |     | 1-1 | 1-0 |
| VEJ | 2-0 | 0-0 |     | 1-1 |
| TAT | 2-2 | 3-2 | 0-0 |     |

### Grupo 5
| Club                 | G | E | P | GF | GC | Pts. |
| -------------------- | - | - | - | -- | -- | ---- |
| Young Boys Bern      | 3 | 1 | 2 | 12 | 5  | 7    |
| DAC Dunajská Streda  | 2 | 3 | 1 | 10 | 9  | 7    |
| IFK Norrköping       | 2 | 1 | 3 | 9  | 11 | 5    |
| Szombathelyi Haladás | 2 | 1 | 3 | 7  | 13 | 5    |

|     | YOU | DAC | NOR | HAL |
| --- | --- | --- | --- | --- |
| YOU |     | 5-1 | 3-2 | 4-0 |
| DAC | 3-1 |     | 5-1 | 3-0 |
| NOR | 0-2 | 1-0 |     | 2-2 |
| HAL | 3-1 | 0-0 | 1-2 |     |

### Grupo 6
| Club               | G | E | P | GF | GC | Pts. |
| ------------------ | - | - | - | -- | -- | ---- |
| FC Kaiserslautern  | 4 | 1 | 1 | 15 | 8  | 9    |
| Admira Wacker Wien | 2 | 3 | 1 | 12 | 7  | 7    |
| FC Luzern          | 3 | 1 | 2 | 11 | 10 | 7    |
| LKS Lodz           | 0 | 1 | 5 | 9  | 22 | 1    |

|     | KAI | AWW | LUC | ŁKS |
| --- | --- | --- | --- | --- |
| KAI |     | 1-0 | 4-2 | 4-1 |
| AWW | 1-1 |     | 2-0 | 2-2 |
| LUC | 2-1 | 1-1 |     | 3-1 |
| ŁKS | 2-4 | 2-6 | 1-3 |     |

### Grupo 7
| Club              | G | E | P | GF | GC | Pts. |
| ----------------- | - | - | - | -- | -- | ---- |
| Ikast FS          | 5 | 1 | 0 | 20 | 2  | 11   |
| Sturm Graz        | 2 | 3 | 1 | 13 | 10 | 7    |
| Beitar Jerusalem  | 1 | 2 | 3 | 8  | 16 | 4    |
| Shimshon Tel-Aviv | 0 | 2 | 4 | 3  | 16 | 2    |

|     | IKA | STU | BEI | STA |
| --- | --- | --- | --- | --- |
| IKA |     | 4-1 | 6-0 | 3-0 |
| STU | 1-1 |     | 3-1 | 4-0 |
| BEI | 0-2 | 3-3 |     | 4-2 |
| STA | 0-4 | 1-1 | 0-0 |     |

### Grupo 8
| Club               | G | E | P | GF | GC | Pts. |
| ------------------ | - | - | - | -- | -- | ---- |
| Carl Zeiss Jena    | 3 | 1 | 2 | 8  | 11 | 7    |
| FK Rad Belgrade    | 3 | 0 | 3 | 11 | 7  | 6    |
| AGF                | 2 | 2 | 2 | 10 | 9  | 6    |
| FC Swarovski Tirol | 2 | 1 | 3 | 10 | 12 | 5    |

|     | CZJ | RAD | AAR | TIR |
| --- | --- | --- | --- | --- |
| CZJ |     | 1-0 | 2-2 | 1-0 |
| RAD | 4-0 |     | 3-0 | 4-1 |
| AAR | 2-0 | 3-0 |     | 0-1 |
| TIR | 3-4 | 2-0 | 3-3 |     |

### Grupo 9
| Club                    | G | E | P | GF | GC | Pts. |
| ----------------------- | - | - | - | -- | -- | ---- |
| Grasshopper Club        | 4 | 2 | 0 | 8  | 2  | 10   |
| Pécsi Munkás Sport Club | 2 | 1 | 3 | 6  | 6  | 5    |
| Pogoń Szczecin          | 1 | 3 | 2 | 3  | 4  | 5    |
| Östers IF               | 1 | 2 | 3 | 5  | 10 | 4    |

|     | GRA | PEC | POG | ÖST |
| --- | --- | --- | --- | --- |
| GRA |     | 1-0 | 1-0 | 1-1 |
| PEC | 0-1 |     | 3-1 | 2-0 |
| POG | 0-0 | 0-0 |     | 2-0 |
| ÖST | 1-4 | 3-1 | 0-0 |     |

### Grupo 10
| Club               | G | E | P | GF | GC | Pts. |
| ------------------ | - | - | - | -- | -- | ---- |
| Karlsruher SC      | 3 | 1 | 2 | 13 | 7  | 7    |
| Vojvodina Novi Sad | 3 | 1 | 2 | 11 | 7  | 7    |
| MTK                | 2 | 2 | 2 | 5  | 9  | 6    |
| Grazer AK          | 1 | 2 | 3 | 5  | 11 | 4    |

|     | KSC | VOJ | MTK | GAK |
| --- | --- | --- | --- | --- |
| KSC |     | 2-3 | 1-1 | 2-0 |
| VOJ | 0-2 |     | 5-0 | 3-2 |
| MTK | 2-1 | 1-0 |     | 0-1 |
| GAK | 1-5 | 0-0 | 1-1 |     |

### Grupo 11
| Club            | G | E | P | GF | GC | Pts. |
| --------------- | - | - | - | -- | -- | ---- |
| Bayer Uerdingen | 5 | 1 | 0 | 11 | 4  | 11   |
| OB              | 3 | 1 | 2 | 16 | 10 | 7    |
| Magdeburg       | 2 | 0 | 4 | 9  | 15 | 4    |
| AZ '67          | 1 | 0 | 5 | 10 | 17 | 2    |

|     | UER | OBK | MAG | ALK |
| --- | --- | --- | --- | --- |
| UER |     | 1-0 | 2-0 | 3-1 |
| OBK | 1-1 |     | 5-2 | 4-2 |
| MAG | 1-2 | 3-1 |     | 2-1 |
| ALK | 1-2 | 1-5 | 4-1 |     |